# Флаг Славянского района (Краснодарский край)
Флаг муниципального образования Сла́вянский район Краснодарского края Российской Федерации — опознавательно-правовой знак, служащий официальным символом муниципального образования.
Флаг утверждён 18 октября 2005 года и внесён в Государственный геральдический регистр Российской Федерации с присвоением регистрационного номера 2038.

## Описание
«Флаг Славянского района представляет собой прямоугольное полотнище с отношением ширины к длине 2:3, составленное из двух горизонтальных полос — зелёной в 2/3 полотнища, несущей посередине жёлтое с белыми деталями изображение орлана над яблоневой ветвью, и голубой».

## Обоснование символики
Флаг языком символов и аллегорий отражены уникальные природно-географические особенности района.
Главная фигура флага — орлан-белохвост — древний обитатель Приазовских ландшафтов. Это красивая, гордая и свободолюбивая птица, добытчик и хозяин, которая символизирует древнюю и средневековую историю нашего района, когда на этих землях были бескрайние степи, по которым кочевали многие племена и народы, больше всего на свете ценившие свободу. В конце XVIII века здесь поселились казаки — смелые, гордые, вольнолюбивые люди. Орлан-белохвост — символ силы, самостоятельности, надёжности, уверенности в завтрашнем дне, символ вольного казачества, обжившего и украсившего городами и станицами некогда дикий край.
Изображение ветви яблони символизирует уникальность степной флоры и фауны, природное изобилие и в особенности сады, которыми славится Славянский район. На территории района находится самый крупный сад в Европе. Яблоки — символ плодородия, изобилия.
Голубая полоса показывает важность водных ресурсов в жизни местного населения — район располагается на берегах двух рек — Кубани и Протоки, а также указывает на известные далеко за пределами района рыболовные угодья и единственный на Кубани завод по воспроизводству ценных пород рыб.
Жёлтый цвет (золото) в геральдике — символ урожая, богатства, уважения, интеллекта, стабильности.
Белый цвет (серебро) — символ мира, чистоты, простоты, совершенства, взаимопонимания.
Зелёный цвет — символ природы, здоровья, жизненного роста.
Голубой цвет (лазурь) — символ чести, славы, преданности, истины, красоты, добродетели, водных просторов.

## См. также

Флаги муниципальных образований Славянского района
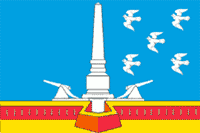
Флаг Славянского городского поселения
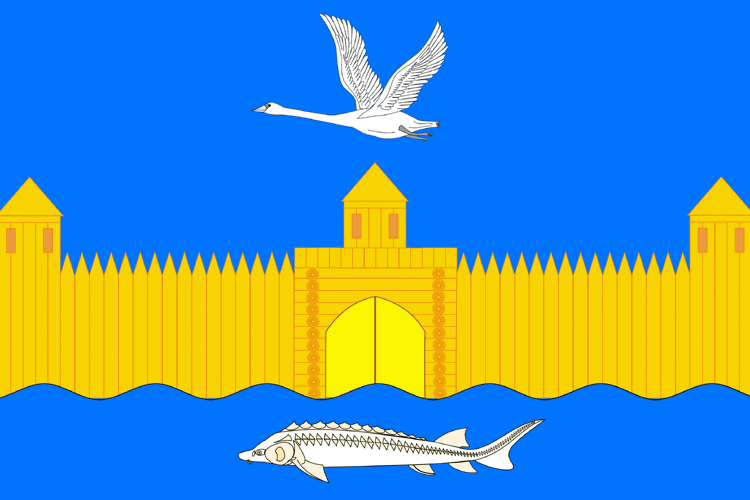
Флаг Ачуевского сельского поселения
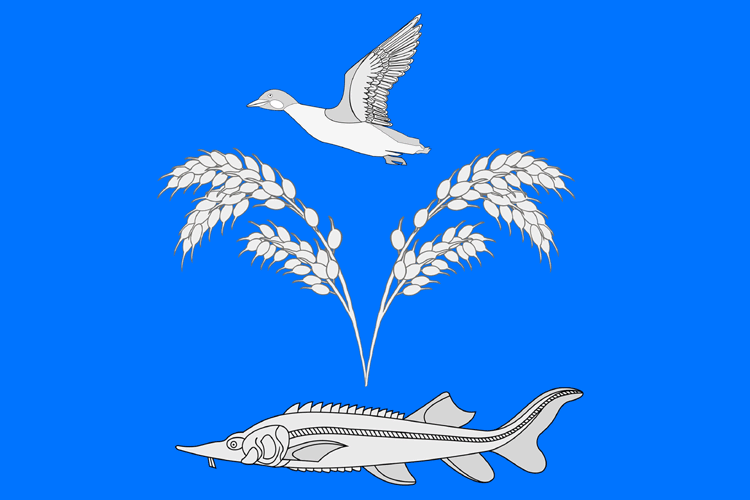
Флаг сельского поселения Голубая Нива
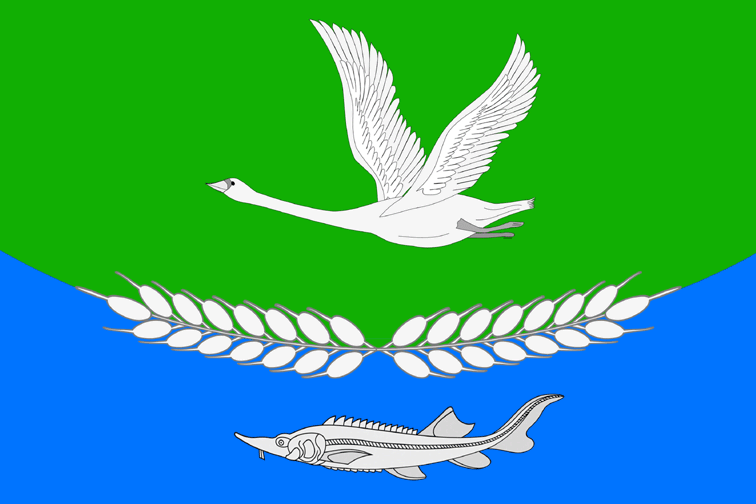
Флаг Забойского сельского поселения
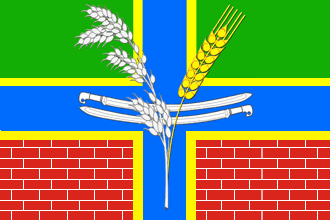
Флаг Кировского сельского поселения
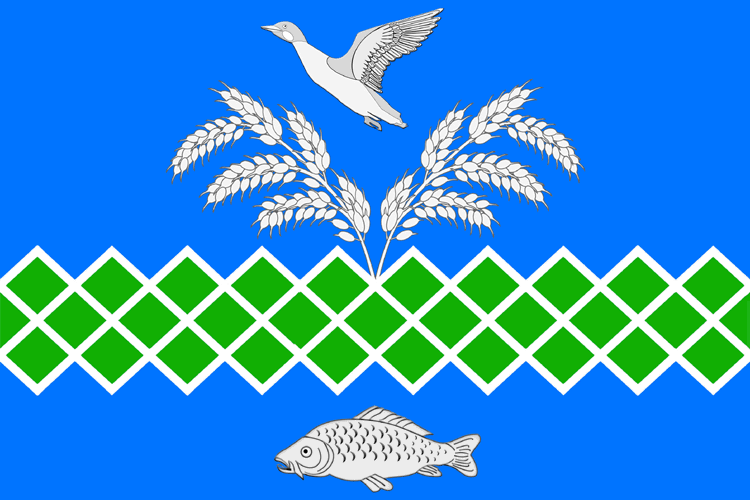
Флаг Коржевского сельского поселения
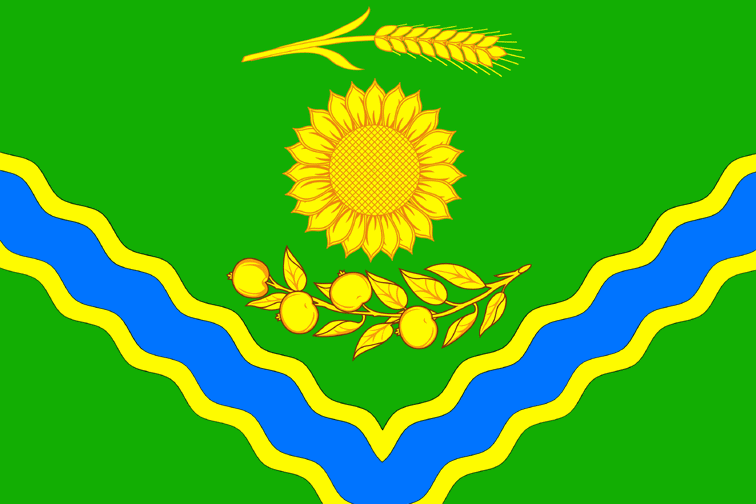
Флаг Маевского сельского поселения
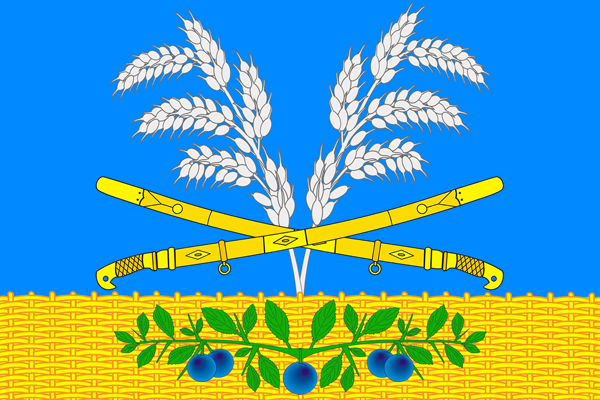
Флаг Петровского сельского поселения
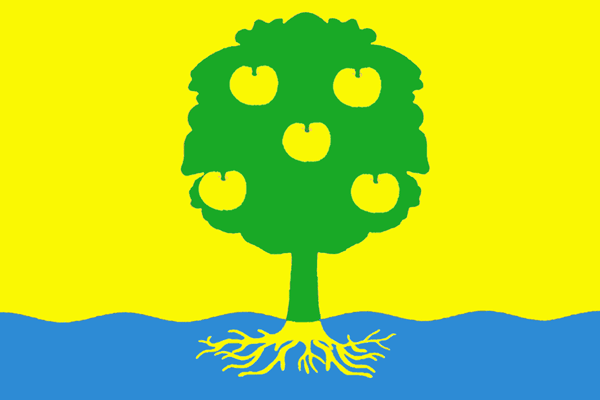
Флаг Прибрежного сельского поселения
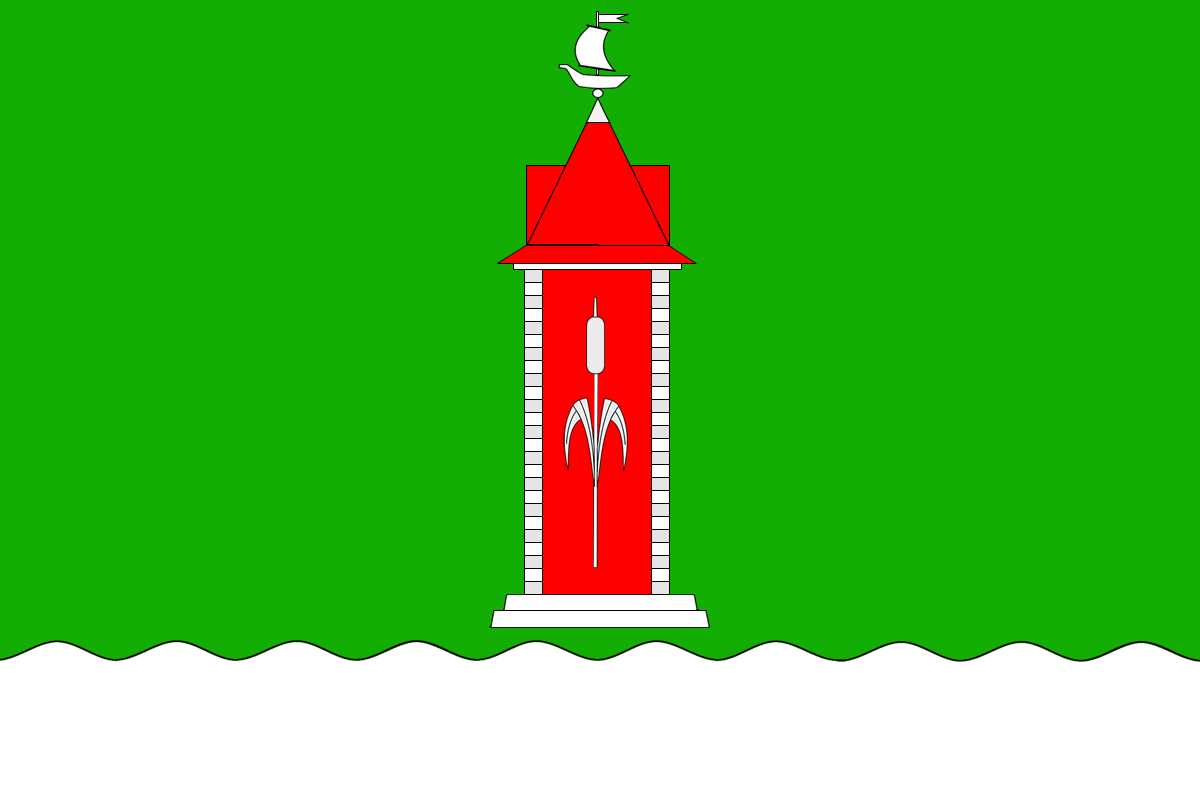
Флаг Прикубанского сельского поселения
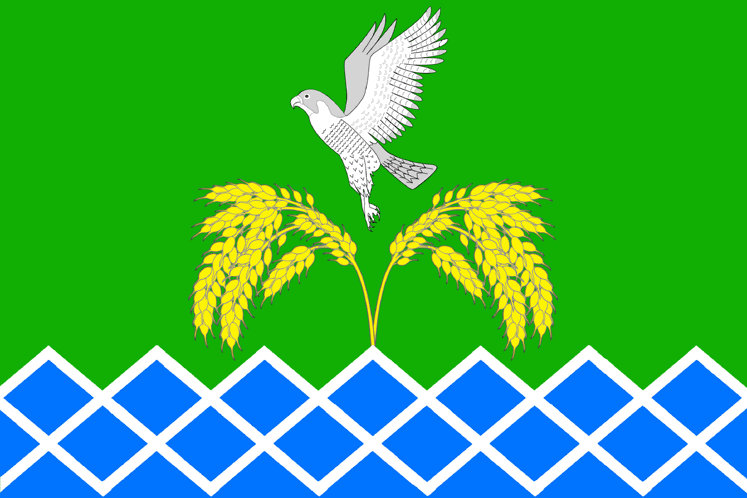
Флаг Протокского сельского поселения
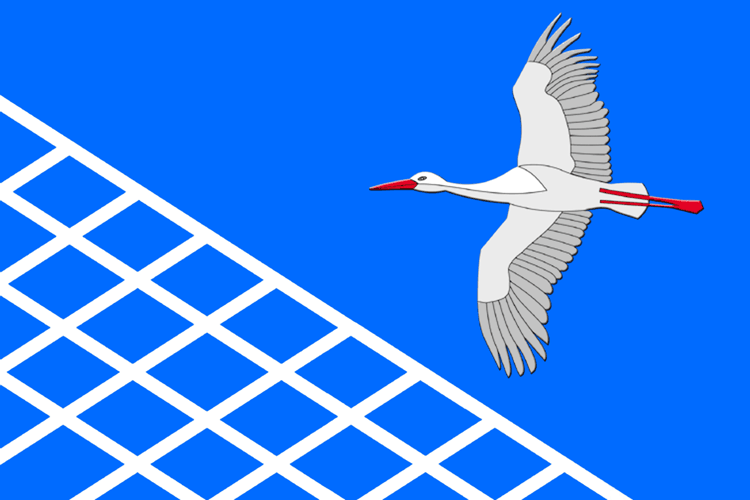
Флаг Рисового сельского поселения
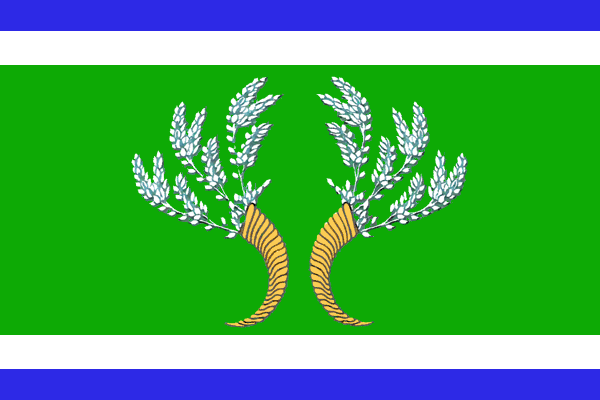
Флаг Целинного сельского поселения
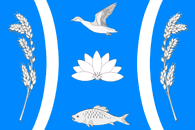
Флаг Черноерковского сельского поселения